# Hippeastrum aglaiae
Hippeastrum aglaiae är en amaryllisväxtart som först beskrevs av Alberto Castellanos, och fick sitt nu gällande namn av Armando Theodoro Hunziker och A.A.Cocucci. Hippeastrum aglaiae ingår i släktet amaryllisar, och familjen amaryllisväxter. Inga underarter finns listade i Catalogue of Life.